# Forma sonatowa
Forma sonatowa – jedna z podstawowych form muzycznych, wykształcona i typowa dla epoki klasycyzmu. Występuje m.in. w symfoniach, sonatach i koncertach. Istotą formy sonatowej jest dualizm tematyczny.
Popularnie, lecz niepoprawnie nazywana: allegro sonatowe, od nazwy pierwszej części cyklu sonatowego, w której zwykle występuje. Nazwa allegro sonatowe jest prawidłowa tylko wtedy, gdy forma jest utrzymana w tempie allegro (wł. wesoło, prędko). Zarówno allegro sonatowe, jak i forma sonatowa w innych tempach może występować jako samodzielny utwór (np. uwertura koncertowa).

## Budowa formy
Forma sonatowa składa się z trzech zasadniczych odcinków:
1. Ekspozycja – prezentacja dwóch kontrastujących tematów. Niekiedy poprzedzona jest wstępem, który bywa utrzymany w innym tempie. Pierwszy temat, tzw. temat główny lub męski (w tonacji głównej) najczęściej jest żywy, energiczny i dynamiczny w nastroju; odpowiedzią jest temat drugi zwany pobocznym lub żeńskim – z reguły stonowany i bardziej melodyjny, utrzymany najczęściej w tonacji dominanty lub toniki paralelnej durowej (w przypadku sonaty w tonacji moll). Pomiędzy tematami występuje łącznik (zwany pierwszym lub zewnętrznym), który ma za zadanie przygotować wejście tematu drugiego, co najczęściej wiąże się z modulacją do innej tonacji. W utworach solowych i kameralnych łącznik często zawiera przebiegi o charakterze wirtuozowskim lub ornamentalnym. Po temacie drugim mogą w ekspozycji wystąpić jeszcze następujące fazy, utrzymane w tej samej tonacji, co ten temat:
  - łącznik drugi lub wewnętrzny, ukształtowany podobnie jak łącznik pierwszy, niekiedy zawierający analogiczne pomysły melodyczne lub fakturalne;
  - epilog (zwany też myślą końcową) – stanowi on kolejny odcinek wyrazisty pod względem użytej melodyki, chociaż nie ma tej rangi, co tematy;
  - koda (coda) – najczęściej zawiera kadencję doskonałą, czasem nawiązuje do tematu pierwszego i moduluje z powrotem do tonacji głównej.  Ekspozycja bywa powtórzona (zwłaszcza we wczesnych dziełach utrzymanych w formie sonatowej) poprzez ujęcie w znaki repetycji, na ogół z pominięciem wstępu. W przypadku koncertu instrumentalnego typowym zabiegiem jest zastosowanie oddzielnej ekspozycji orkiestry i solisty, zawierającej te same przebiegi melodyczne w poszczególnych fazach, jednakże w innej fakturze i instrumentacji.
2. Przetworzenie – najbardziej swobodny pod względem budowy odcinek formy sonatowej. Następuje tu przetwarzanie tematów pod względem melodycznym, rytmicznym, harmonicznym i fakturalnym; spotykana jest faktura polifoniczna, oparta na prostej imitacji, kanonie lub fudze, stosuje się także progresje melodyczne lub harmoniczne. Przetworzenie może wykorzystywać materiały muzyczne obu tematów (w całości lub we fragmentach), tylko jednego tematu, łączników, epilogu, cody lub wprowadzać nowe myśli. Zestawienia odcinków nawiązujących do ekspozycji są najczęściej odmienne, niż w ekspozycji (np. fragment pierwszego tematu sąsiaduje z fragmentem epilogu). Przetworzenie jest pełne napięć harmonicznych, spowodowanych dużą ilością modulacji, czasem do odległych tonacji, jednakże z reguły kończy się powrotem do tonacji głównej z charakterystycznym utrzymywaniem się na przestrzeni jednego lub więcej taktów nuty stałej w niskim rejestrze – dominanty tonacji głównej.
3. Repryza, zwana też reekspozycją lub rekapitulacją – występują w niej z reguły te same fazy, co w ekspozycji. Są one jednak ujednolicone tonalnie – w formie sonatowej w tonacji durowej cała repryza przebiega w tonacji głównej, a gdy forma utrzymana jest w tonacji molowej, temat drugi i jego następstwo występują w tonacji durowej jednoimiennej. W formach sonatowych klasycznych i wczesnoromantycznych odpowiadające sobie odcinki ekspozycji i repryzy często nie zawierają zmian bądź wykazują tylko nieznaczne różnice (np. w fakturze). Wyjątek stanowi tu łącznik pierwszy, który w repryzie nie zawiera modulacji, więc bywa przeprowadzany odmiennie niż w ekspozycji (skracany, wydłużany bądź w ogóle eliminowany z przebiegu formy). W koncertach wewnątrz kody repryzy lub przed nią (rzadziej w innej fazie repryzy) często występuje kadencja wirtuozowska solisty.

Forma sonatowa często porównywana jest z trzyaktowym dramatem klasycznym bądź z powieścią.

## Wyjątki w budowie
1. Ekspozycja wielotematyczna – zawierająca więcej niż dwa tematy.
2. Ekspozycja orkiestry i solisty zawierające inne tematy (np. w I części Sinfonii concertante Es-dur KV 364 Wolfganga Amadeusa Mozarta).
3. Pominięcie przetworzenia (np. w I części Serenady C-dur na orkiestrę smyczkową op. 48 Piotra Czajkowskiego).
4. Repryza pozorna – wprowadzenie wewnątrz przetworzenia wejścia tematu pierwszego w sposób sugerujący rozpoczęcie repryzy, jednak bez kontynuacji w postaci kolejnych faz (np. w III części I Koncertu fortepianowego e-moll op. 11 Fryderyka Chopina).
5. Repryza odwrócona (wsteczna, przestawna) – rozpoczęcie repryzy od późniejszej chronologicznie fazy, np. od drugiego tematu, a nie od pierwszego, który jednak zostaje przytoczony w dalszym ciągu formy.
6. Finał – odcinek następujący po repryzie, najczęściej mający postać drugiego, krótszego przetworzenia (np. w III części Sonaty fortepianowej cis-moll op. 27 nr 2 Ludwiga van Beethovena. Czasem kadencja wirtuozowska zostaje umieszczona właśnie w finale lub bezpośrednio przed nim.

## Źródła/Bibliografia
- Mała encyklopedia muzyki, Stefan Śledziński (red. naczelny), PWN, Warszawa 1981, ISBN 83-01-00958-6, hasła: allegro sonatowe, sonatowa forma